# Liste des plus hauts murs d'escalade

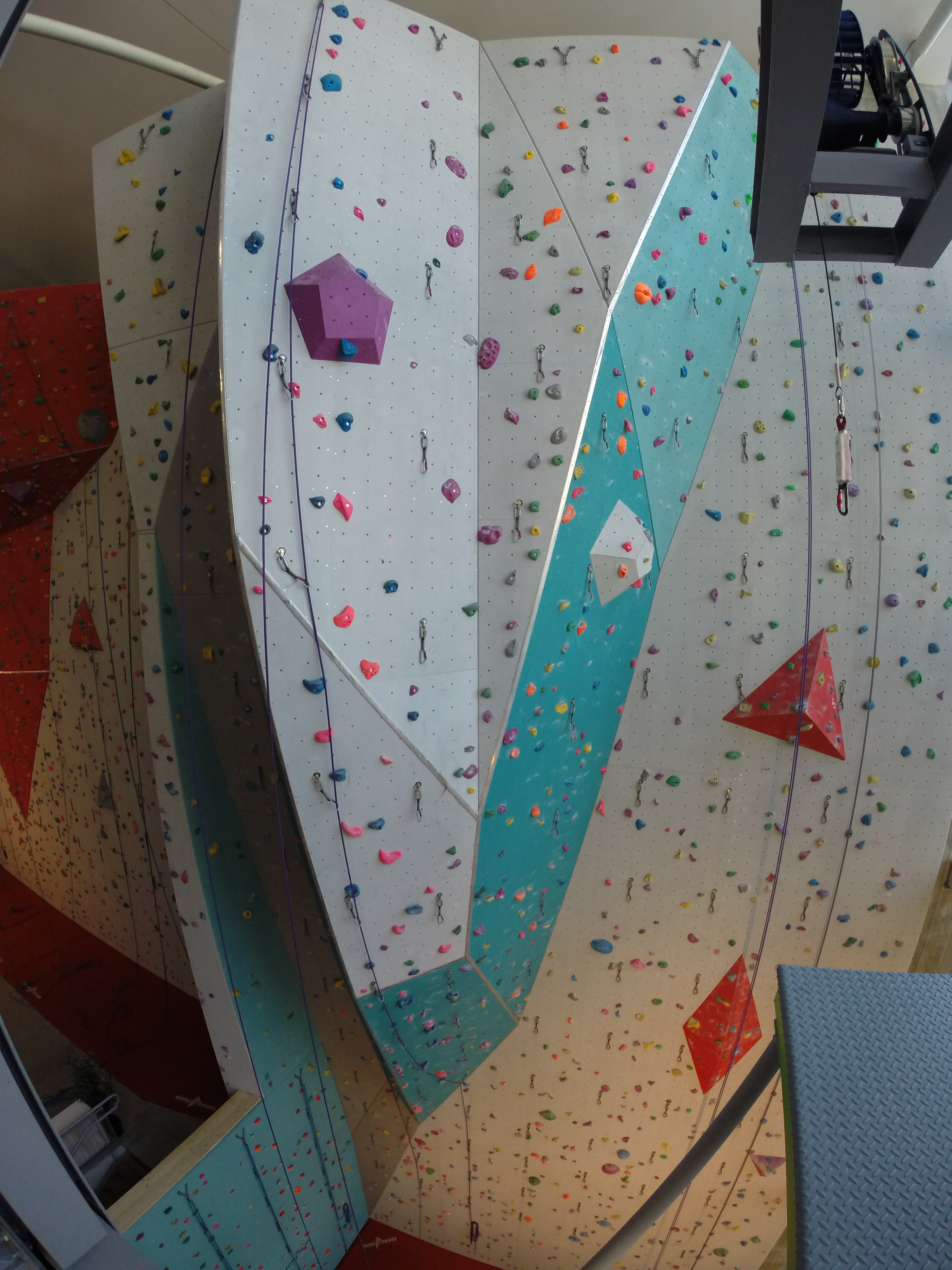
Le mur d'Azium à Lyon : le deuxième plus haut mur d'escalade Indoor de France avec 22 mètres

La liste des plus hauts murs d'escalade présente la liste des plus hauts murs d'escalade en intérieur ou en extérieur. 

## Extérieur
- Le barrage de Luzzone au Tessin en Suisse a été aménagé pour l'escalade et la voie mesure 160 m[1]
- Le barrage de Beauregard en Italie, avec des voies de 80m[1]
- Le mur d'escalade, le CommRow, à Reno au Nevada aux États-Unis mesure 49,39 mètres[2],[3],[4]
- La Tour Patrick Berhault à Vaulx-en-Velin en France avec 48 mètres[5],[6]

## Intérieur
- Le plus haut mur d'escalade artificiel indoor du monde est le Kiipeilyareena à Helsinki en Finlande avec 29 mètres[7],[8]
- Le plus haut mur d'escalade artificiel indoor de France est le mur du Climbing Mulhouse Center à Mulhouse en France avec 25 mètres[9]